# Fernando Díaz (Musiker)
Fernando Alfredo Díaz (* 14. Dezember 1903 in Buenos Aires; † 11. Januar 1981) war ein argentinischer Tangosänger.

## Leben und Wirken
Díaz war ein Enkel des uruguayischen Generals César Díaz. Er studierte Klavier an einem Konservatorium und debütierte um 1927–28 am Teatro Opera mit einer von Arturo Grecco geleiteten Gruppe. Daneben trat er mit Gitarrenbegleitung bei Radio Nacional auf. Er tourte durch Argentinien und nahm 1930 mit Juan Maglios Orchester den Walzer No tenés perdón de Dios auf. Zwei weitere Aufnahmen entstanden im Folgejahr mit dem Sextett Carlos Di Sarlis. 
Kurze Zeit bildete er ein Duo mit Alberto Acuña, bevor Francisco Lomuto 1931 beide für sein Orchester engagierte. Díaz gehörte Lomutos Orchester zweimal an: von 1931 bis 1935 und von 1939 bis 1943, und etwa 170 seiner insgesamt 180 Aufnahmen entstanden mit diesem Orchester. Er trat auch in mehreren musikalischen Komödien auf, die Lomuto präsentierte, wie La vuelta de Miss París, Descanso dominical und Su majestad el tango. Librettist war bei allen Antonio Botta.
In der Zeit zwischen seinen Engagements bei Lomuto tourte Díaz mit einer von Roberto Grela geleiteten Gitarristengruppe. Auf dem Gebiet der Jazzmusik nahm er 1934 Titel mit Adolfo Carabellis Band auf, eine weitere Aufnahme entstand mit Eddie Kays Jazzband. Mit Jorge Omar, seinem langjährigen Gesangspartner bei Lomuto, gründete er das Orchester Los Diablos Rojos, das von Vicente Saturnini geleitet wurde und in der kurzen Zeit seines Bestehens bei Radio El Mundo auftrat und eine Tournee durch Argentinien unternahm. Nach seiner Trennung von Lomuto 1943 ließ sich Díaz in der Provinz Córdoba nieder und beendete seine musikalische Laufbahn.

## Aufnahmen
- No tenés perdón de Dios (von Carlos Massina und Enrique Sáenz)
- Que Dios la perdone (von Manuel Flores und Celedonio Flores)
- Cachivache (von C. L. Gallardo und Acosta Lara)
- Muñequita
- A su memoria
- El aguacero (Canción de la Pampa)
- El irresistible (von Lorenzo Logatti und Carlos Pesce)
- Aquel nocturno (von Daniel Alvarez)
- Danza maligna (von Fernando Randle und Claudio Frollo)
- Rencor (von Charlo und Luis César Amadori)
- Como se muere de amor (von Daniel Alvarez)
- Bibelot (von Francisco De Caro und Mario César Gomila)
- El beso de Manuelita
- Humillación (von Pedro Vergez und Héctor Gagliardi)
- La pampita (von Alfredo Pelaia)
- Sandía calada (von Enrique Rodríguez und Máximo Orsi)
- Florida de seis a ocho
- Soy de Andalucía
- Mi hermosa colombiana (von Genaro Veigathe)
- Serpentinas de esperanza (von José Canet und Afner Gatti)
- Noches de trópico (von José Rodríguez und Enrique Baudino)